# Othmar Jauernig
Othmar Jauernig (* 12. Mai 1927 in Eisenach; † 7. April 2014 in Freiburg im Breisgau) war ein deutscher Jurist. Er war ab 1979 Herausgeber eines Kurz-Kommentars zum BGB, der unter Juristen oft als Jauernig bezeichnet wird.

## Leben
Othmar Jauernig wurde 1927 in Eisenach als Sohn des Kirchenrats Reinhold Jauernig und seiner Ehefrau Elise geboren. Nach dem Besuch der Grundschule in Gera ab 1933 war er zunächst dort auf dem humanistischen Rutheneum und ab 1939 auf dem Wilhelm-Ernst-Gymnasium in Weimar. Aufgrund des Krieges – Jauernig wurde Luftwaffenhelfer, kam zum Reichsarbeitsdienst und schließlich zur Wehrmacht – schloss er seine Schullaufbahn aber nicht ab. Deshalb absolvierte er 1946 in Jena einen Übergangskurs für die Zulassung zum Studium, den er im April bestand. Danach studierte er in Frankfurt am Main Rechtswissenschaft. 1950 legte er sein Referendarexamen ab. Anfang 1953 wurde er in Frankfurt bei Gerhard Schiedermair mit der Dissertation „Die Einrede der unzulässigen Rechtsausübung, insbesondere der Verwirkungseinwand, in der Rechts- und Schuldnachfolge und gegenüber Dritten“ summa cum laude promoviert.
Jauernig hatte von 1961 (zunächst als außerordentliche Professur) bis 1995 als Hochschullehrer den Lehrstuhl für Bürgerliches Recht und Prozessrecht der Juristischen Fakultät der Universität Heidelberg inne. 1995 wurde ihm „in Anerkennung seiner herausragenden wissenschaftlichen Leistungen für die Entwicklung des Bürgerlichen Rechts und des Zivilverfahrensrechts sowie seiner Verdienste um die Gründung der Juristischen Fakultät der Technischen Universität Dresden“ ein Ehrendoktor von der Juristischen Fakultät der Technischen Universität Dresden verliehen.